# موریلو گومز فریرا
موریلو گومز فریرا (به پرتغالی: Murilo Gomes Ferreira) مدافع، مدافع اهل برزیل است که در شهر سائوپائولو،  برزیل و در تاریخ ۱۹ ژوئن ۱۹۹۰ به دنیا آمده‌است.
موریلو گومز فریرا در تیم‌های فوتبال Palmeiras B سابقهٔ حضور دارد.